# Aspalathus leiantha
Aspalathus leiantha là một loài thực vật có hoa trong họ Đậu. Loài này được (E.Phillips) R.Dahlgren miêu tả khoa học đầu tiên.